# Zinc (emulador)
Zinc (Estilizado como ZiNc) é um emulador de jogos eletrônicos lançados para as placas de arcade modelos ZN1 e ZN2 da Sony, baseadas no hardware da primeira versão do console PlayStation, as quais foram padrão para várias placas derivativas como Namco System 11 e System 12, Tecmo TPS, Atlus PSX, Raizing/Eighting PS Arcade 95 e Konami GV System. O nome "ZiNc", que significa zinco em inglês, foi um arranjo encontrado pelos autores com a predefinição "ZN" das placas emuladas, além de que este também é o símbolo do referido elemento químico na tabela periódica. O ZiNc é capaz de emular, na sua atual versão, 47 jogos distintos.

## História
Seus autores originais, Marcin Duidar e Tratax, em princípio focaram apenas nas placas de jogos de luta 3D, tanto da Capcom (da série Street Fighter EX), criando o emulador Impact, quanto da Namco e seu System 11 (de Tekken e Soul Edge), criando o emulador S11Emu, mas com o tempo englobou todas as de outros fabricantes que usavam a base do Sony Playstation. Naturalmente, devido à procura por esses jogos, houve a evolução para um programa que emulasse a mesma linha de jogos e assim nasceu o ZiNc. A partir da última versão disponível (1.1), com a maioria do jogos 3D funcionando a 60 quadros por segundo, o emulador tornou-se o principal software da plataforma de jogos 3D de então, tornando obsoletos os dois primeiros emuladores individuais. Da versão 0.9 em diante, os criadores retiraram-se do desenvolvimento do programa, o qual foi assumido por dois dos desenvolvedores do MAME, Richter Belmont e smf. Apesar de ser um emulador cuja utilização se dá através de linha de comando, ele possui diversos frontends gráficos disponíveis.

## Características
| Som                         | Sim |
| Código-fonte                | Não |
| Salvamento de Jogo          | Não |
| Gravação de Entradas        | Não |
| Trapaças                    | Não |
| Salvamento de Pontuação     | Sim |
| Gerenciamento de Chaves DIP | Sim |
| Pulo Automático de Quadro   | Sim |
| Controle de Velocidade      | Sim |
| Jogatina em Rede            | ?   |
| Gravação de Som             | ?   |
| Rotação de Tela             | ?   |

## Jogos Suportados
| Título                                                                     | Fabricante           | Ano  | Hardware         | Clone de                             |
| -------------------------------------------------------------------------- | -------------------- | ---- | ---------------- | ------------------------------------ |
| Aqua Rush (AQ1/VER.A1)                                                     | Namco                | 1999 | Namco System 12  | N/A                                  |
| Battle Arena Toshinden 2 (JAPAN 951124)                                    | Capcom/Takara        | 1995 | Capcom Sony ZN-1 | Battle Arena Toshinden 2 (US 951124) |
| Battle Arena Toshinden 2 (US 951124)                                       | Capcom/Takara        | 1995 | Capcom Sony ZN-1 | N/A                                  |
| Beastorizer (US Bootleg)                                                   | Eighting/Raizing     | 1997 | PS Arcade 95     | N/A                                  |
| Beastorizer (US)                                                           | Eighting/Raizing     | 1997 | PS Arcade 95     | N/A                                  |
| Bloody Roar 2 (JAPAN)                                                      | Eighting/Raizing     | 1998 | PS Arcade 95     | N/A                                  |
| Brave Blade (JAPAN)                                                        | Eighting/Raizing     | 2000 | Tecmo TPS        | N/A                                  |
| Cool Boarders Arcade Jam                                                   | Tecmo                | 1998 | Tecmo TPS        | N/A                                  |
| Dancing Eyes (DC1/VER.A)                                                   | Namco                | 1996 | Namco System 11  | N/A                                  |
| Dead Or Alive ++ (JAPAN)                                                   | Tecmo                | 1998 | Tecmo TPS        | N/A                                  |
| Dunk Mania (DM1/VER.C)                                                     | Namco                | 1995 | Namco System 11  | Dunk Mania (DM2/VER.C)               |
| Dunk Mania (DM2/VER.C)                                                     | Namco                | 1995 | Namco System 11  | N/A                                  |
| Ehrgeiz (EG3/VER.A)                                                        | Square/Namco         | 1998 | Namco System 12  | N/A                                  |
| Fighters' Impact A (Ver 2.00J)                                             | Taito                | 1996 | Taito FX-1B      | N/A                                  |
| Fighting Layer (FTL0/VER.A)                                                | Arika/Namco          | 1998 | Namco System 12  | N/A                                  |
| G-Darius (Ver 2.01J)                                                       | Taito                | 1997 | Taito FX-1A      | N/A                                  |
| G-Darius Ver.2 (Ver 2.03J)                                                 | Taito                | 1997 | Taito FX-1A      | G-Darius (Ver 2.01J)                 |
| Gallop Racer 3 (JAPAN)                                                     | Tecmo                | 1999 | Tecmo TPS        | N/A                                  |
| Heaven's Gate                                                              | Atlus/RACDYM         | 1996 | Atlus PSX        | N/A                                  |
| Hyper Athlete (GV021 JAPAN 1.00)                                           | Konami               | 1996 | Konami GV System | N/A                                  |
| Justice Gakuen (JAPAN 971117)                                              | Capcom               | 1997 | Capcom Sony ZN-2 | Rival Schools (US 971117)            |
| Kikaioh (JAPAN 980914)                                                     | Capcom               | 1998 | Capcom Sony ZN-2 | Tech Romancer (US 980914)            |
| Kosodate Quiz My Angel 3 (KQT1/VER.A)                                      | Namco                | 1998 | Namco System 11  | N/A                                  |
| Magical Date EX / Magical Date - Sotsugyou Kokuhaku Daisakusen (Ver 2.01J) | Taito                | 1997 | Taito FX-1A      | N/A                                  |
| Monster Farm Jump (JAPAN)                                                  | Tecmo                | 2001 | Tecmo TPS        | N/A                                  |
| Mr Driller (DRI1/VER.A2)                                                   | Namco                | 1999 | Namco System 12  | N/A                                  |
| Paca Paca Passion (PPP1/VER.A2)                                            | Produce/Namco        | 1999 | Namco System 12  | N/A                                  |
| Plasma Sword (US 980316)                                                   | Capcom               | 1998 | Capcom Sony ZN-2 | N/A                                  |
| Powerful Baseball '96 (GV017 JAPAN 1.03)                                   | Konami               | 1996 | Konami GV System | N/A                                  |
| Prime Goal EX (PG1/VER.A)                                                  | Namco                | 1996 | Namco System 11  | N/A                                  |
| Psychic Force (Ver 2.4J)                                                   | Taito                | 1995 | Taito FX-1A      | Psychic Force (Ver 2.4O)             |
| Psychic Force (Ver 2.4O)                                                   | Taito                | 1995 | Taito FX-1A      | N/A                                  |
| Psychic Force EX (Ver 2.0J)                                                | Taito                | 1995 | Taito FX-1A      | Psychic Force (Ver 2.4O)             |
| Ray Storm (Ver 2.05J)                                                      | Taito                | 1996 | Taito FX-1B      | Ray Storm (Ver 2.06A)                |
| Ray Storm (Ver 2.06A)                                                      | Taito                | 1996 | Taito FX-1B      | N/A                                  |
| Rival Schools (ASIA 971117)                                                | Capcom               | 1997 | Capcom Sony ZN-2 | Rival Schools (US 971117)            |
| Rival Schools (US 971117)                                                  | Capcom               | 1997 | Capcom Sony ZN-2 | N/A                                  |
| Shanghai Matekibuyuu                                                       | Sunsoft / Activision | 1998 | Tecmo TPS        | N/A                                  |
| Sonic Wings Limited (JAPAN)                                                | Video System         | 1996 | Video System PSX | N/A                                  |
| Soul Edge (SO1/VER.A)                                                      | Namco                | 1995 | Namco System 11  | Soul Edge Ver. II (SO4/VER.C)        |
| Soul Edge (SO3/VER.A)                                                      | Namco                | 1995 | Namco System 11  | Soul Edge Ver. II (SO4/VER.C)        |
| Soul Edge Ver. II (SO4/VER.C)                                              | Namco                | 1996 | Namco System 11  | N/A                                  |
| Star Gladiator (US 960627)                                                 | Capcom               | 1996 | Capcom Sony ZN-1 | N/A                                  |
| Star Gladiator 2 (JAPAN 980316)                                            | Capcom               | 1998 | Capcom Sony ZN-2 | N/A                                  |
| Star Sweep (STP1/VER.A)                                                    | Axela/Namco          | 1997 | Namco System 11  | N/A                                  |
| Street Fighter EX (ASIA 961219)                                            | Capcom/Arika         | 1996 | Capcom Sony ZN-1 | Street Fighter EX (US 961219)        |
| Street Fighter EX (JAPAN 961130)                                           | Capcom/Arika         | 1996 | Capcom Sony ZN-1 | Street Fighter EX (US 961219)        |
| Street Fighter EX (US 961219)                                              | Capcom/Arika         | 1996 | Capcom Sony ZN-1 | N/A                                  |
| Street Fighter EX Plus (JAPAN 970311)                                      | Capcom/Arika         | 1997 | Capcom Sony ZN-1 | Street Fighter EX Plus (US 970407)   |
| Street Fighter EX Plus (US 970311)                                         | Capcom/Arika         | 1997 | Capcom Sony ZN-1 | Street Fighter EX Plus (US 970407)   |
| Street Fighter EX Plus (US 970407)                                         | Capcom/Arika         | 1997 | Capcom Sony ZN-1 | N/A                                  |
| Street Fighter EX2 (JAPAN 980312)                                          | Capcom/Arika         | 1998 | Capcom Sony ZN-2 | Street Fighter EX 2 (US 980526)      |
| Street Fighter EX2 (US 980526)                                             | Capcom/Arika         | 1998 | Capcom Sony ZN-2 | N/A                                  |
| Street Fighter EX2 Plus (ASIA 990611)                                      | Capcom/Arika         | 1999 | Capcom Sony ZN-2 | Street Fighter EX 2 Plus (US 990611) |
| Street Fighter EX2 Plus (JAPAN 990611)                                     | Capcom/Arika         | 1999 | Capcom Sony ZN-2 | Street Fighter EX 2 Plus (US 990611) |
| Street Fighter EX2 Plus (US 990611)                                        | Capcom/Arika         | 1999 | Capcom Sony ZN-2 | N/A                                  |
| Strider 2 (ASIA 991213)                                                    | Capcom               | 1999 | Capcom Sony ZN-2 | N/A                                  |
| Strider Hiryu 2 (JAPAN 991213)                                             | Capcom               | 1999 | Capcom Sony ZN-2 | Strider 2 (ASIA 991213)              |
| Susume! Taisen Puzzle-Dama (GV027 JAPAN 1.20)                              | Konami               | 1996 | Konami GV System | N/A                                  |
| Tech Romancer (US 980914)                                                  | Capcom               | 1998 | Capcom Sony ZN-2 | N/A                                  |
| Tekken (TE1/VER.B)                                                         | Namco                | 1994 | Namco System 11  | Tekken (TE4/VER.C)                   |
| Tekken (TE2/VER.B)                                                         | Namco                | 1994 | Namco System 11  | Tekken (TE4/VER.C)                   |
| Tekken (TE4/VER.C)                                                         | Namco                | 1994 | Namco System 11  | N/A                                  |
| Tekken 2 (TES2/VER.A)                                                      | Namco                | 1995 | Namco System 11  | Tekken 2 Ver.B (TES3/VER.B)          |
| Tekken 2 Ver.B (TES2/VER.B)                                                | Namco                | 1995 | Namco System 11  | Tekken 2 Ver.B (TES3/VER.B)          |
| Tekken 2 Ver.B (TES3/VER.B)                                                | Namco                | 1995 | Namco System 11  | N/A                                  |
| Tekken 3 (TET1/VER.E1)                                                     | Namco                | 1996 | Namco System 12  | N/A                                  |
| Tetris The Grand Master (JAPAN 980710)                                     | Capcom/Arika         | 1998 | Capcom Sony ZN-2 | N/A                                  |
| Tondemo Crisis (JAPAN)                                                     | Tecmo                | 1999 | Tecmo TPS        | N/A                                  |
| Wedding Rhapsody (GX624 JAA)                                               | Konami               | 1997 | Konami GV System | N/A                                  |
| Xevious 3D/G (XV31/VER.A)                                                  | Namco                | 1995 | Namco System 11  | N/A                                  |

## Atualmente
Apesar de avançado e inovador para sua era, o ZiNc está ultrapassado. R. Belmont e smf usaram seu conhecimento no emulador para melhorar a entrada do driver das placas da Sony no código-fonte do MAME, fazendo com que este emule muito melhor os jogos então emulados pelo ZiNc, além de vários jogos novos dos fabricantes que ainda não haviam sido extraídos para a emulação e ainda novos clones de jogos já existentes. Pequenos exemplos disso são novos clones de Battle Arena Toshinden 2, todos os Street Fighter EX e Rival Schools, com um jogo de cada; Novos jogos da plataforma Konami GV System; A emulação de novas plataformas Acclaim PSX e Atari PSX, entre muitos outros.